# Arthur Rowe (atleta)
Arthur Rowe (Reino Unido, 17 de agosto de 1936-13 de septiembre de 2003) fue un atleta británico especializado en la prueba de lanzamiento de peso, en la que consiguió ser campeón europeo en 1958.

## Carrera deportiva
En el Campeonato Europeo de Atletismo de 1958 ganó la medalla de oro en el lanzamiento de peso, llegando hasta los 17.78 metros que fue récord de los campeonatos, superando al soviético Viktor Lipsnis (plata con 17.47 metros) y al checoslovaco Jiří Skobla (bronce con 17.12 metros).